# Trehalose
Trehalose, còn gọi là mycose, tremalose, hay đường tảo là một disaccharide liên kết alpha tự nhiên được hình thành bởi một liên kết α, α-1,1-glucoside giữa hai đơn vị α-glucose. Năm 1832, H.A.L. Các sợi lông phát hiện ra trehalose trong ergot của lúa mạch đen,, và năm 1859, Marcellin Berthelot đã phân lập nó từ trehala manna, một chất được làm bằng cỏ dại và đặt tên nó là trehalose]. Nó có thể được tổng hợp bởi vi khuẩn, nấm, thực vật, động vật không xương sống. Nó liên quan đến bệnh thâm nước - khả năng chịu đựng của thực vật và động vật trong thời gian dài khô. Nó có khả năng giữ nước cao, và được sử dụng trong thực phẩm và mỹ phẩm. Đường được cho là tạo thành một pha gel khi tế bào mất nước, ngăn ngừa sự gián đoạn của các tế bào trong tế bào, bằng cách nẹp chúng một cách hiệu quả. Sự mất nước sau đó cho phép hoạt động bình thường của tế bào được tiếp tục mà không có thiệt hại nghiêm trọng, gây chết người mà thông thường sẽ theo chu kỳ mất nước / bù nước. Trehalose không phải là chất chống oxy hóa, bởi vì nó là đường không làm giảm và không chứa các nhóm nucleophilic trong phân tử của nó. Tuy nhiên, nó đã được báo cáo là có tác dụng oxy hóa.
Chiết xuất trehalose là một quá trình khó khăn và tốn kém, nhưng khoảng năm 2000, công ty Hayashibara (Okayama, Nhật Bản) đã khẳng định một công nghệ khai thác không tốn kém từ tinh bột cho sản xuất hàng loạt.
Trehalose được sử dụng trong một phạm vi rộng các ứng dụng.

## Cấu trúc
Trehalose là một disaccharide được hình thành bởi một liên kết 1,1 glucoside giữa hai đơn vị α-glucose. Bởi vì trehalose được hình thành bởi sự liên kết của hai nhóm aldehyde giảm, nó không có khả năng tham gia phản ứng Maillard. Có một quy trình công nghiệp mà trehalose có nguồn gốc từ tinh bột ngô. Có ít nhất ba con đường sinh học cho sinh tổng hợp trehalose.

## Hóa tính
Trehalose là một loại đường không phục hồi được hình thành từ hai đơn vị glucose nối với một liên kết alpha 1-1, cho nó tên α-D-glucopyranosyl-(1→1)-α-D-glucopyranoside. Kết dính làm cho trehalose rất kháng hydrolysis, và do đó ổn định trong dung dịch ở nhiệt độ cao, thậm chí trong điều kiện axit. Liên kết cũng giữ các đường không làm giảm trong dạng vòng kín, sao cho các nhóm cuối aldehyde hoặc ketone không liên kết với dư lượng lysine hoặc arginine của protein (một quá trình gọi là glycation). Trehalose ít hòa tan hơn sucrose, ngoại trừ ở nhiệt độ cao (> 80 °C). Trehalose hình thành một tinh thể rhomboid như dihydrate, và có 90% hàm lượng calo của sucrose ở dạng đó. Các dạng khan của trehalose dễ lấy lại độ ẩm để tạo thành dihydrat. Các dạng khan của trehalose có thể cho thấy các tính chất vật lý thú vị khi xử lý bằng nhiệt.
Các dung dịch nước Trehalose cho thấy xu hướng phân nhóm phụ thuộc vào nồng độ. Do khả năng hình thành các liên kết hydro giữa nhau, chúng tự liên kết trong nước để hình thành các cụm có kích cỡ khác nhau. Mô phỏng động lực học phân tử của tất cả các nguyên tử đã chỉ ra rằng khi đạt đến nồng độ 1,5-2,2 mol, các cụm phân tử trehalose tích tụ và hình thành các tập hợp lớn liên tục trong hệ thống.
Trehalose trực tiếp tương tác với các axit nucleic, tạo điều kiện cho sự tan chảy của DNA kép và ổn định các axit nucleic đơn.

## Dinh dưỡng và đặc điểm dinh dưỡng
Trehalose có giá trị dinh dưỡng tương đương với gluco vì nó nhanh chóng bị phân hủy thành glucose bởi  enzyme trehalase, có trong đường viền của niêm mạc ruột của loài ăn tạp (kể cả con người) và động vật ăn cỏp. 135. Sự thiếu hụt chất Trehala ở người là không bình thường, ngoại trừ người Inuit Greenland, nơi hiện tượng này xảy ra trong 10% -15% dân sốp. 197. Trehalose có khoảng 45% độ ngọt của sucrose ở nồng độ trên 22%, nhưng khi nồng độ giảm, độ ngọt giảm nhanh hơn so với sucrose, vì vậy dung dịch 2,3% có vị ngọt hơn 6,5 lần so với dung dịch đường tương đươngp. 444

## Tính chất sinh học
Trong tự nhiên, Trehalose có thể tìm thấy ở động vật, thực vật và vi sinh vật. Ở động vật, trehalose phổ biến ở tôm, cũng như trong côn trùng, bao gồm châu chấu, châu chấu, bướm và ong, trong đó đường huyết là trehalose. Trehalose sau đó được chia thành glucose bằng enzyme catabolic để sử dụng. Trehalose cũng có trong chất lỏng trao đổi chất dinh dưỡng của sừng và ấu trùng.
Trehalose là phân tử lưu trữ năng lượng carbohydrate chính được côn trùng sử dụng cho chuyến bay. Một lý do có thể cho điều này là liên kết glycosidic của trehalose, khi được thực hiện bởi một côn trùng trehalase, giải phóng hai phân tử của glucose, đó là yêu cầu cho các yêu cầu năng lượng nhanh chóng của chuyến bay. Đây là gấp đôi hiệu quả của sự phóng thích glucose từ tinh bột polyme lưu trữ, mà sự phân cắt của một liên kết glycosidic chỉ giải phóng một phân tử glucose.
Ở thực vật, sự hiện diện của trehalose được thấy trong các hạt hướng dương, moonwort, cây Selaginella, và tảo biển. Trong nấm, nó phổ biến ở một số loại nấm, chẳng hạn như shiitake (Lentinula edodes), oyster, oyster hoàng, kim vàng, maitake (Grifola fondosa), nameko (Pholiota nameko), và tai của Judas (Auricularia auricula-judae), Có thể chứa từ 1% đến 17% phần trăm của trehalose ở dạng khối lượng khô (cần thiết) (vì vậy nó còn được gọi là nấm đường). Trehalose cũng có thể được tìm thấy trong các vi sinh vật như men và nấm men của bánh và nó được chuyển hóa bởi một số vi khuẩn, bao gồm Streptococcus mutans, vi khuẩn miệng thông thường chịu trách nhiệm về mảng bám răng.
Khi tardigrades (gấu nước) khô, glucose trong cơ thể của chúng thay đổi để trehalose khi chúng vào một trạng thái được gọi là cryptobiosis - một trạng thái bất hoạt hay "ngủ đông". Tuy nhiên, khi chúng nhận được nước, chúng hồi sinh và trở lại trạng thái trao đổi chất của chúng. Người ta cũng cho rằng lý do khiến ấu trùng ngủ chironomid (Polypedilum vanderplanki) và artemia (khỉ biển, tôm heo) có thể chịu được mất nước là do chúng chứa trehalose trong tế bào của chúng.
Ngay cả trong vương quốc thực vật, Selaginella (đôi khi được gọi là cây phục hồi), phát triển ở vùng sa mạc và miền núi, có thể bị nứt và khô, nhưng sẽ trở lại màu xanh lá cây và hồi sinh sau cơn mưa vì chức năng của trehalose. Người ta cũng nói rằng lý do khiến nấm shiitake khô trở lại hình dạng rất tốt trong nước vì chúng chứa trehalose.
Hai lý thuyết phổ biến về cách trehalose hoạt động trong cơ thể trong trạng thái cryptobiosis là lý thuyết đông lạnh, một trạng thái ngăn ngừa sự hình thành băng hoặc lý thuyết về sự dịch chuyển nước, theo đó nước được thay thế bằng trehalose mặc dù có thể Một sự kết hợp của hai cơ chế đang làm việc.

## Sử dụng để điều trị bệnh amyloidosis
Trehalose gây ra chứng tự phát thông qua một con đường độc lập mTOR. Trehalose kích hoạt TFEB, một bộ điều khiển tổng thể về sinh học lysosomal và autophagy, bằng cách ức chế AKT / PKB, một chất điều tiết tiêu cực của TFEB hoạt động bằng sự phosphoryl hóa trực tiếp (và sự ức chế) của TFEB. Nó có thể được sử dụng để điều trị bệnh Huntington, bệnh Parkinson, tauopathies hoặc bệnh Batten, vì nó có thể sửa các khiếm khuyết trong chứng tự phát thấy trong những bệnh này và cải thiện việc loại bỏ các protein tổng hợp và các vật liệu lưu trữ khác không bình thường.

## Các lợi ích khác
Trehalose uống cho thấy tính chất chống trầm cảm trong mô hình chuột trầm cảm, có thể thông qua việc giảm tỷ lệ p62 / Beclin-1 và tăng sự tự phát ở vỏ não trước. Nó cũng ngăn cản fructose xâm nhập vào gan và có thể kích hoạt autophagy của tế bào gan có chất béo cao, dẫn đến một điều trị có thể cho bệnh gan nhiễm mỡ.
Trehalose đã được kết hợp với axit hyaluronic để tạo ra một vết rạn nhân tạo mới (Thealoz Duo) để điều trị khô mắt.